# Шуйдин, Михаил Иванович
Михаил Иванович Шуйди́н (27 сентября 1922 — 24 августа 1983) — советский клоун, акробат-эксцентрик. Народный артист РСФСР (1980). Долгие годы (с 1950) работал на манеже в паре с Юрием Никулиным. Участник Великой Отечественной войны.

## Биография

### Ранние годы
Родился 27 сентября 1922 года в деревне Казачье (ныне — Щёкинского района Тульской области) в семье пастуха. Рано потерял отца, мать Елизавета Григорьевна — работница. В школьные годы посещал занятия в Доме художественного воспитания, где научился игре на ударных инструментах и азам акробатики.

### Великая Отечественная война

Гвардеец-танкист Михаил Шуйдин на фронте

С началом Великой Отечественной войны направлен на Подольский 187-й завод в качестве слесаря-лекальщика. В мае 1942 года призван в РККА. С 6 мая 1942 года — курсант 1-го Горьковского танкового училища. После окончания училища с отличием в звании лейтенанта направлен в 35-ю гвардейскую танковую бригаду (под командованием гвардии полковника Ази Асланова) 3-го гвардейского Сталинградского механизированного корпуса. Участвовал в операции «Кольцо» по окружению 6-й армии Паулюса, затем в боях за Ростов-на-Дону и Матвеев Курган, в которых корпус понёс большие потери. Весной 1943 года корпус был выведен в тыл на отдых и пополнение.
11 апреля 1943 года назначен на должность командира танка Т-34-76 во 2-й батальон 35-й гвардейской танковой бригады.
В июле 1943 года участвовал в завершающей стадии Курской битвы — Белгородско-Харьковской наступательной операции. 17 августа 1943 года танкисты 3-го гвардейского корпуса наносили контрудар во фланг наступающих немецких войск. 19 августа в районе Сухого Яра Михаил Шуйдин при выполнении разведки вместе с экипажами лейтенантов Грищенко, Утешова и Давиденко, попал под артиллерийский огонь и столкнулся с немецкими танками PzKpfw IV. При этом советские танкисты уничтожили два немецких танка и одно противотанковое орудие.
Особенно отличился при освобождении украинской деревни Удовиченки (Зеньковский район, Полтавская область).

Из наградного листа от 2.09.1943 года, командир 2–го танкового батальона гвардии капитан Слободецкий:

В бою 25.08.1943 года за населённый пункт Удовиченки тов. Шуйдин отлично руководил экипажем своего танка, неоднократно смело и решительно водил его в атаку на врага, в результате чего его экипажем было уничтожено 2 орудия ПТО, 3 станковых пулемёта с их расчётами и до 2 взводов вражеской пехоты. В этом же бою лично тов. Шуйдиным было уничтожено одно орудие ПТО, один шестиствольный миномёт, 2 автомашины с боеприпасами и до 20 гитлеровцев.

За этот эпизод был удостоен ордена Красной Звезды, который вручил ему в сентябре 1943 года комбриг Асланов.
14 апреля 1944 года назначен командиром танкового взвода «Шерман».
23 июня 1944 года — в дату начала операции «Багратион» — присвоено воинское звание гвардии старший лейтенант. Участвовал в освобождении Левобережной Украины и форсирование Днепра в районе Канева, затем — в операции «Багратион». 
Из отчёта о боевых действиях 35–й танковой бригады:

В боях за г. Вильнюс отличились: экипаж Шуйдина, который, находясь в разведке, уничтожил одно орудие, 7 пулемётных гнёзд в домах и 35 автоматчиков, и действовавший с ним экипаж Данилова, уничтоживший одно орудие и 50 немцев.

Был представлен командованием к званию Героя Советского Союза, но решением командующего бронетанковыми и механизированными войсками 1-го Прибалтийского фронта генерал-лейтенанта танковых войск К. В. Скорнякова звание Героя было заменено на орден Красного Знамени.
Из представления к званию Героя Советского Союза:

За период боевых действий с 23.06 по 21.08.1944 года командир танкового взвода тов. Шуйдин М. И. показал образцы мужества и геройства в борьбе с немецко-фашистскими захватчиками. Он проявил исключительное умение и храбрость при форсировании р. Березина, танками своего взвода первый ворвался и мастерски выиграл бой за г. Вильно (правильно — Вилейка. — Прим. авт.), г. Сморгонь и город Вильно. Смело и тактически грамотно неоднократно действовал в разведке, доставлял командованию ценные сведения о противнике. Лично сам и с танками своего взвода тов. Шуйдин уничтожил: 4 танка, 2 самоходные пушки, в том числе самоходное орудие «артштурм», 7 автомашин, 70 солдат и офицеров противника, взял в плен 20 немецких автоматчиков.

Несколько раз горел в танках, лечился в госпитале, на его лице и руках остались следы сильных ожогов. В 1944 году вступил в ВКП(б).

### Послевоенные годы, цирковая карьера

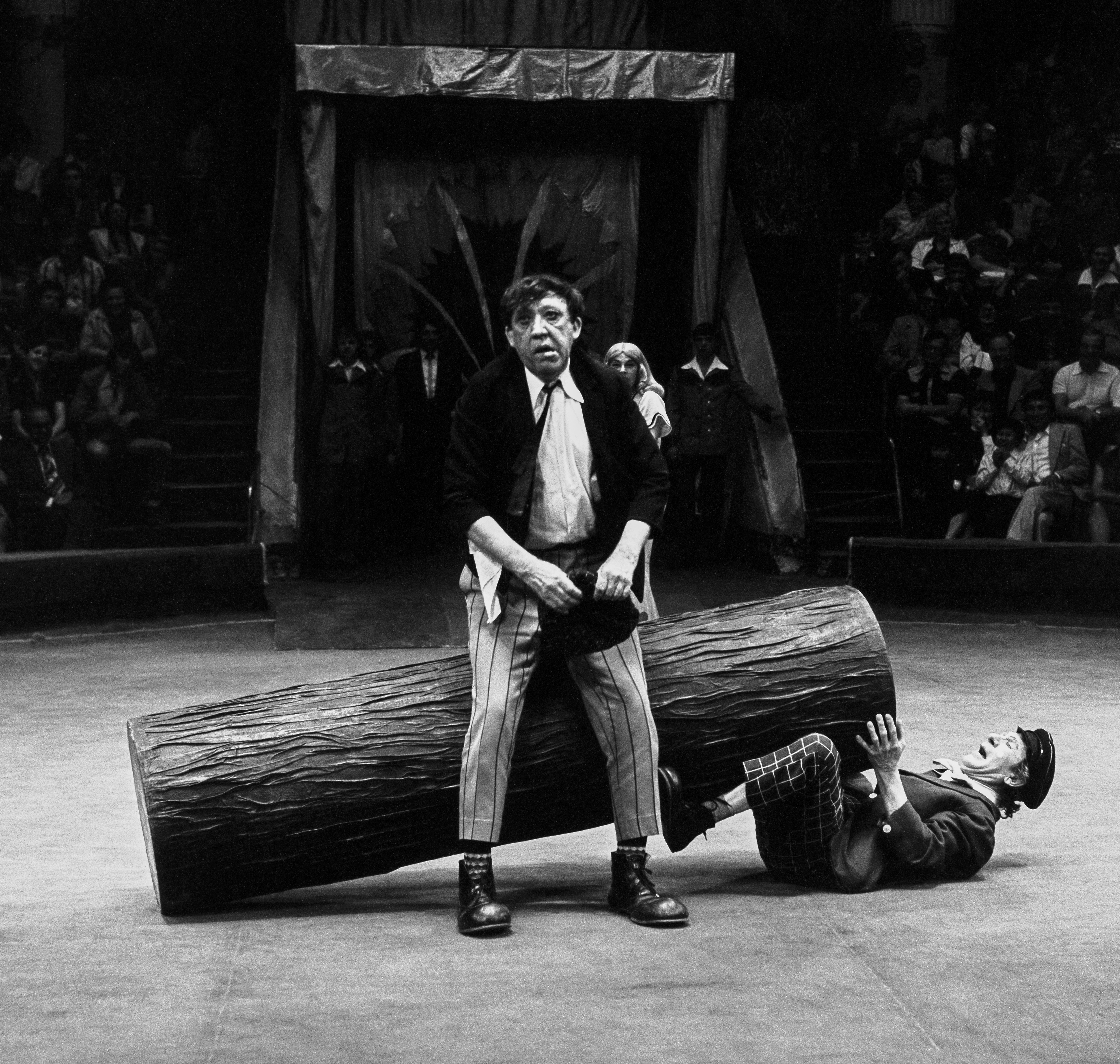
С Ю. В. Никулиным на арене цирка на Цветном бульваре, 1977 год

В 1945—1948 учился в ГУЦИ (Государственное училище циркового искусства). В 1950 году окончил студию разговорных жанров при Московском цирке на Цветном бульваре. Затем  вместе с Ю. Никулиным начал работать учеником-помощником у клоуна Карандаша.

Дебют Шуйдина прошёл удачно. Небольшого роста, толстенький („толщинка“ придавала округлость), Шуйдин, изображавший важного директора, вызывал у публики улыбку, а порой даже смех.

— А Шуйдин-то ничего, сочный, — оценил Карандаш дебют Миши— по воспоминаниям Ю. Никулина
Вскоре, уйдя от Карандаша, Никулин и Шуйдин создали клоунский дуэт Никулин и Шуйдин и практически до конца жизни Михаила Шуйдина в 1983 году работали вместе. Клоунский образ Михаила Шуйдина был в виде разудалого рубахи-парня, который всё умеет и всё знает, в отличие от образа Юрика (Никулин), который был ленив и меланхоличен. Таким образом, их совместная работа строилась на противоречии характеров.
Как партнёры-клоуны, они пользовались огромной популярностью у публики, в результате чего многие зрители приходили в цирк ради того, чтобы поглядеть лишь на Никулина и Шуйдина.
Шуйдин создал ряд образов в пантомимах и сатирических скетчах: «Карнавал на Кубе» — Родригес, «Маленький Пьер» — Полицейский, «Трубка мира» — Дог-бульдог, «Розы и шипы» — цветовод.

Могила на Кунцевском кладбище

Умер 24 августа 1983 года после тяжёлой и продолжительной болезни, похоронен в Москве на Кунцевском кладбище (10 уч.).

## Семья
Жена — Зинаида Ефимовна Шуйдина (1924—1995), похоронена в Москве на Кунцевском кладбище (10 уч.) рядом с мужем.
- Сын — Вячеслав Михайлович Шуйдин (1947—1995) — советский и российский актёр цирка. Выступал на арене совместно с младшим братом Андреем. После серьёзной травмы завершил цирковую карьеру и ушёл на пенсию. Похоронен в Москве на Кунцевском кладбище (10 уч.) рядом с отцом и матерью.
- Сын — Андрей Михайлович Шуйдин, родился 08.02.1958 в Москве, хоккеист, советский и российский актёр цирка. С пятого класса учился в эстрадно-цирковом училище, совмещая хоккей и цирк. Играл в командах СКА МВО (Липецк), «Горняк» (Дальнегорск), «Станкостроитель» (Рязань). Трехкратный чемпион СССР с юниорскими (1974—1975) и молодёжными (1976) командами ЦСКА. В 1982 году пришёл на работу в «Союзгосцирк». Артист-ковёрный в группе отца, народного артиста Михаила Шуйдина. В 1989 году со своим коллективом создал программу в составе труппы «Цирк на льду». В 1994 года создал свою программу «Русские на льду». С 2005 года пенсионер.

## Фильмография

### Актёр
- 1962 — Без страха и упрёка — клоун в цирке
- 1963 — Мамочка и два трутня — посетитель котлетной
- 1966 — Маленький беглец — клоун
- 1969 — Парад-алле — клоун в паре с Юрием Никулиным
- 1976 — Клоуны и дети

### Участие
- 1964 — Мы идём в цирк…
- 1967 — Юрий Никулин (из документального цикла «Великие клоуны»)
- 1967 — День цирка на ВДНХ
- 1978 — Сегодня и ежедневно

## Награды и звания
- народный артист РСФСР (14 февраля 1980)
- заслуженный артист РСФСР (31 января 1969)
- орден Красного Знамени (24 ноября 1944)[5][6]
- орден Красной Звезды (2 сентября 1943)[7]
  - Медали СССР:
  - «В ознаменование 100-летия со дня рождения Владимира Ильича Ленина»
  - «За оборону Москвы»
  - «За оборону Сталинграда»
  - «За Победу над Германией в Великой Отечественной войне 1941—1945 гг.»
  - «Двадцать лет Победы в Великой Отечественной войне 1941—1945 гг.»
  - «Тридцать лет Победы в Великой Отечественной войне 1941—1945 гг.»
  - «За доблестный труд в Великой Отечественной войне 1941—1945 гг.»
  - «Ветеран труда»
  - «50 лет Вооружённых Сил СССР»
  - «60 лет Вооружённых Сил СССР»
  - «В память 800-летия Москвы»

## Память
В ноябре 2011 года в Курске, перед зданием цирка, установлен памятник клоунам Юрию Никулину и Михаилу Шуйдину.